# Mauromecistoplia theronsbergensis
Mauromecistoplia theronsbergensis är en skalbaggsart som beskrevs av Dombrow 2002. Mauromecistoplia theronsbergensis ingår i släktet Mauromecistoplia och familjen Melolonthidae. Inga underarter finns listade i Catalogue of Life.